# Leonardo Piepoli
Leonardo Piepoli (La Chaux-de-Fonds, Suïssa, 29 de setembre de 1971) és un ciclista italià, professional des del 1995 fins al 2008.
Destacava per ser un bon escalador. Va aconseguir importants triomfs, com ara tres victòries d'etapa al Giro d'Itàlia i dues més a la Vuelta a Espanya.
Al Tour de França de 2008, l'equip Saunier Duval-Scott va tenir un inici espectacular, guanyant tres etapes. Tanmateix, poc després, el seu líder Riccardo Riccò, va donar positiu en un control antidopatge efectuat en la 4a etapa per la qual cosa fou expulsat de la cursa i detingut De resultes d'aquest positiu tot el seu equip, abandonà la cursa. Piepoli, juntament amb el seu company d'habitació Riccò, van ser expulsats de l'equip per una pèrdua de confiança i per saltar-se el codi ètic de l'equip. Encara que en un principi ho va negar, dies més tard es va confirmar que Leonardo Piepoli també s'havia dopat amb EPO de 3a generació De resultes de tot això, se li va retirar l'etapa guanyada al Tour de França i després de ser suspès per 2 anys, el ciclista va decidir retirar-se.

## Palmarès
- 1994
  - 1r al Baby Giro
  - 1r a la Bassano-Monte Grappa
- 1995
  - 1r a la Pujada a Urkiola
  - Vencedor de 2 proves del Trofeo dello Scalatore
- 1996
  - Vencedor d'una etapa del Giro del Trentino
  - Vencedor d'una etapa de la Settimana Ciclistica Bergamasca
- 1998
  - Vencedor d'una prova del Trofeo dello Scalatore
  - Vencedor d'una etapa de la Volta a Burgos
- 1999
  - 1r a la Pujada a Urkiola
  - 1r a la Volta a Galícia i vencedor d'una etapa
  - 1r a la Volta a Castella i Lleó i vencedor d'una etapa
  - Vencedor d'una etapa de la Volta a Burgos
- 2000
  - Vencedor d'una etapa del Critèrium Internacional
  - 1r a la Volta a Burgos i vencedor d'una etapa
  - 1r a la Volta a Aragó i vencedor d'una etapa
- 2002
  - 1r a la Volta a Aragó i vencedor d'una etapa
  - 1r a la Volta a Astúries i vencedor d'una etapa
- 2003
  - 1r a la Pujada a Urkiola
  - 1r a la Volta a Aragó i vencedor d'una etapa
  - 1r a la Pujada al Naranco
- 2004
  - 1r a la Pujada a Urkiola
  - Vencedor d'una etapa de la Volta a Espanya
- 2005
  - Vencedor d'una etapa de la Volta a Catalunya
- 2006
  - Vencedor de 2 etapes de la Giro d'Itàlia
- 2007
  - Vencedor d'una etapa de la Giro d'Itàlia i primer al Gran Premi de la muntanya
  - Vencedor d'una etapa de la Volta a Espanya
- 2008
  -  Vencedor d'una etapa del Tour de França

### Resultats al Tour de França
- 1996. 17è de la classificació general
- 1998. 14è de la classificació general
- 2000. Abandona
- 2001. 44è de la classificació general
- 2005. 23è de la classificació general
- 2008. Abandona. Havia guanyat la desena etapa, però serà desposseït de la victòria pel cas de dopatge.

### Resultats al Giro d'Itàlia
- 1995. Abandona
- 1996. 38è de la classificació general.
- 1997. Abandona
- 1998. 16è de la classificació general.
- 1999. 10è de la classificació general.
- 2000. Abandona
- 2006. 11è de la classificació general. Vencedor de 2 etapes.
- 2007. 14è de la classificació general. Vencedor d'una etapa i primer al Gran Premi de la muntanya
- 2008. Abandona

### Volta a Espanya
- 1997. 26è de la classificació general.
- 1999. 8è de la classificació general.
- 2003. 23è de la classificació general.
- 2004. 27è de la classificació general. Vencedor d'una etapa.
- 2005. 35è de la classificació general.
- 2006. 13è de la classificació general.
- 2007. Abandona. Vencedor d'una etapa.